# Quercus kongshanensis
Quercus kongshanensis är en bokväxtart som beskrevs av Yung Chun Hsu och H.Wei Jen. Quercus kongshanensis ingår i släktet ekar, och familjen bokväxter. Inga underarter finns listade.